# Костел і монастир сакраменток (Львів)
Костел Заручин Марії і монастир сакраменток — ансамбль культових споруд у Львові, розташований на вулиці Тершаківців, 11а. У 1990-х роках храм передали УГКЦ та освятили на честь Святої Трійці.

## Історія

### Заснування і перебудови
Монастир сакраменток (бенедиктинок з Адорації Найсвятішого Сакраменту) заснували 1710 рік. Під час однієї з епідемій черниці, що прибули з Варшави, перебували у винайманому коштом княгині Яблоновської приміщенні при костелі Святого Антонія. Черниці виховували доньок шляхти.
1718 року було зведено перший костел Заручин Пресвятої Діви Марії та святого Йосипа. Будівництво стало можливим після запису фундушу смоленським воєводою Францішеком Цетнером для зведення костелу та монастиря на прохання його доньки Зофії (у світі Анєлі, її портрет висів на стіні храму на початку 1920-х), яка стала черницею-сакраменткою. Це була фахверкова споруда, яка проіснувала до 1743 року. 1743 року архієпископ Миколай Вижицький, використовуючи посаги черниць, допомогу різних доброчинців, короля Станіслава Лещинського, почав будівництво мурованого храму.
У 1744—1780 роках костел відбудували в камені за проєктом відомого архітектора німецького походження Бернарда Меретина, який сам перші два роки керував будівництвом. 1785 року було закінчено огорожу та першу половину, після «йозефінської касати» храм на тривалий час закрили. Також були зведені монастирські келії та мури. На території обителі заклали сад, який проіснував до XX століття.
У 1884—1887 роках храм перебудовано за проєктом Адольфа Мінасевича. У літературі часто фігурують помилкові роки завершення робіт, а також 1881-й як рік початку. Останнє спростував історик Ян Островський. Він же припустив, що 1881 роком датується проєкт, а будівництво розпочато трьома роками пізніше. Аналізуючи тогочасні газетні публікації, львівський історик Юрій Смірнов зміг до деякої міри відтворити перелік виконаних робіт. Це, зокрема, добудова необарокової вежі, заміна даху, можливо, також перебудовано склепіння. 1883 року польський скульптор Томаш Сосновський перебував у Львові і в майстерні Леонарда Марконі створив у білому мармурі статую святого Йосафата, встановлену в костелі ймовірно вже після завершення перебудови.
У 1902—1904 роках проведено чергову реконструкцію. В літературі, без обґрунтувань чи посилань на першоджерела, часто згадується Владислав Садловський, як її автор. Не уточнюється також, які докладно роботи виконано в цей період. Ян Островський вбачав почерк Садловського у вдалому загальному вирішенні головного фасаду, та вівтаря, а також у модерністичних елементах, таких як спрощені необарокові капітелі та постаменти на бокових вежечках. Більше ясності в історію другої перебудови вніс Юрій Смірнов. Він встановив, що розробку проєкту і керівництво відбудовою здійснював Едмунд Жихович. Садловському належав лише проєкт головного вівтаря (старий бароковий було усунуто). Каменярські роботи і будівництво нового фасаду виконала фірма Фердинанда Маєрського. Статуї ангелів створив скульптор Петро Війтович. Мистецько-слюсарськими роботами займалась фабрика Пйотровича і Шумана. У тракті робіт було також розібрано стіну, що відділяла наву від презбітерія, наново укладено підлогу. Не відомо однак, на скільки нинішній вигляд костелу відповідає первинному задумові Бернарда Меретина. Львівський мистецтвознавець Григорій Островський вбачав у зовнішньому вигляді храму виразні австро-баварські впливи.

### Радянські часи
У радянські часи будівлі та територію монастиря передали зооветеринарному інституту. В келіях влаштували гуртожиток та клуб, в костелі — спортивний зал. Кажуть, що саме в стінах цього клубу у 1988 році вперше виголошено ідею створення Народного руху України.

### Реставрація
Реставрація комплексу монастиря сакраменток розпочалася у 1990-х роках. Викладачі зооветеринарного вишу власним коштом та на зібрані пожертви відремонтували костел Заручин Пресвятої Діви Марії та святого Йосифа. Його було передано УГКЦ й у грудні 1995 року освячено на храм Святої Трійці.
У 1995—2017 роках настінні розписи, іконостас і навісні ікони храму Святої Трійці виконував відомий український художник-іконописець, Заслужений діяч мистецтв України Микола Рибенчук.

## Архітектура
Костел сакраменток із боку головного фасаду виглядає як величезний цоколь високої вежі, поставленої по осі будівлі. Це підкреслювалося відсутністю порталу, вхід до костелу був з монастирського корпусу, що прилягав до нього. На кутах головного фасаду розташовані маленькі вежі, що приховують бічні нави. Бічні фасади костелу строгіші й лапідарні, розчленовані іонічними пілястрами з гірляндами. Основний декоративний мотив цих фасадів — вікна у формі еліпсів, прикрашені ліпниною.

## Світлини

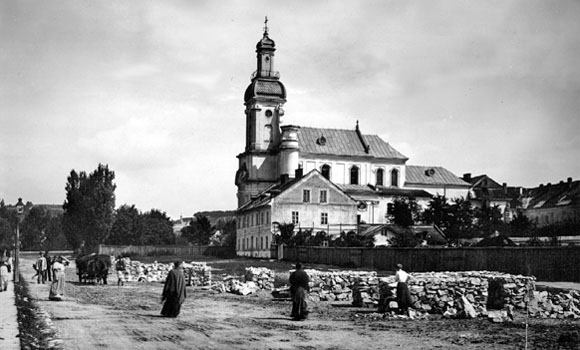
Монастир сакраменток (поч. XX ст.)
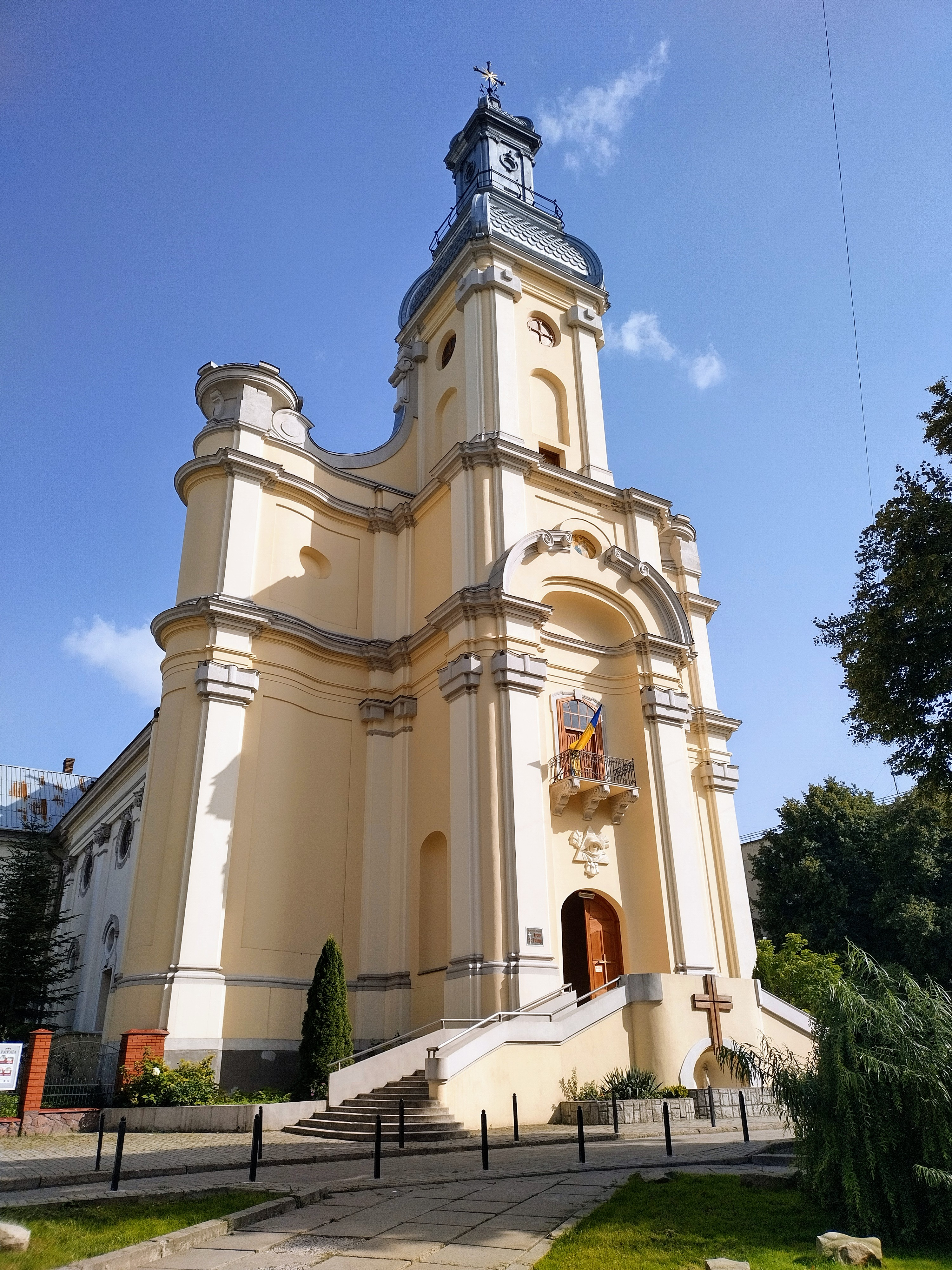
Головний фасад
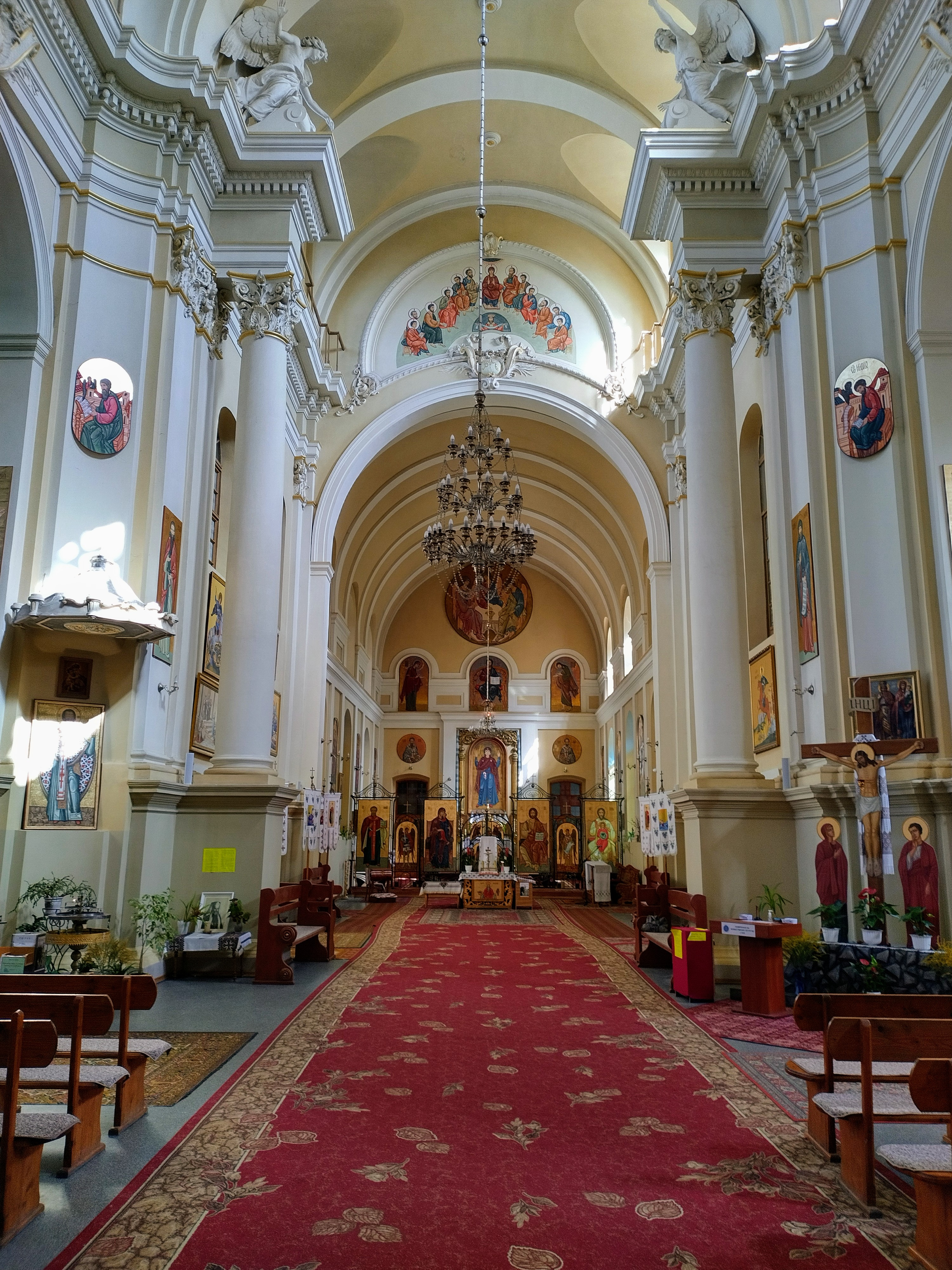
Внутрішній інтер'єр та вівтар
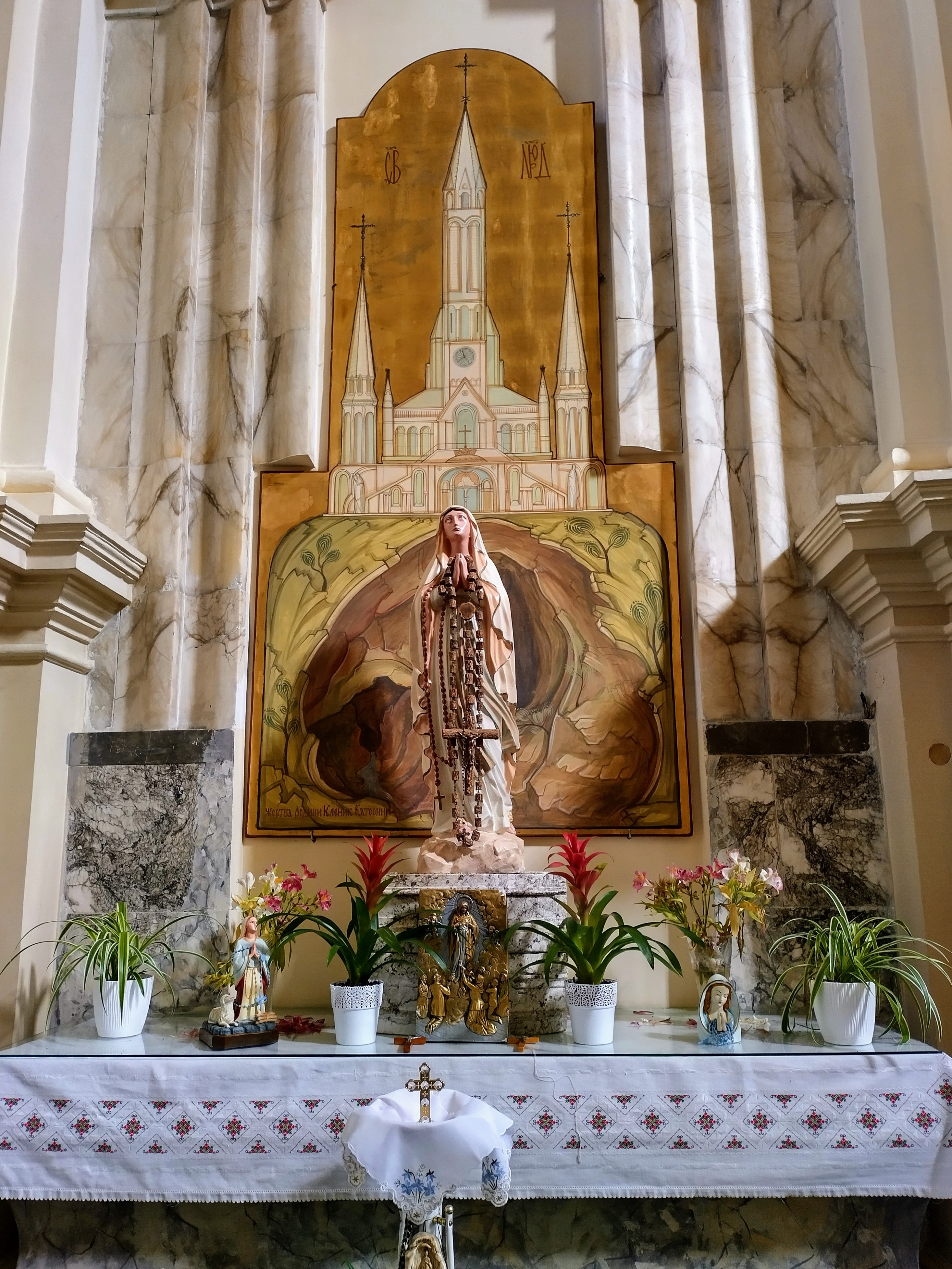
Статуя Діви Марії